# Sokół Kleczew
Klub Sportowy Sokół Kleczew – polski klub piłkarski z siedzibą w Kleczewie, założony w 1928. Od sezonu 2025/26 występujący w II lidze.

## Stadion
- pojemność: 800 miejsc (wszystkie siedzące)
- oświetlenie: brak
- boisko: 103 m × 68 m

## Rozgrywki ligowe
Dane od sezonu 2002/03
- 2002/03 – IV liga 2002/2003, grupa: wielkopolska (południe) – 5. miejsce
- 2003/04 – IV liga 2003/2004, grupa: wielkopolska (południe) – 8. miejsce
- 2004/05 – IV liga 2004/2005, grupa: wielkopolska (południe) – 10. miejsce
- 2005/06 – IV liga 2005/2006, grupa: wielkopolska (południe) – 11. miejsce
- 2006/07 – IV liga 2006/2007, grupa: wielkopolska (południowa) – 7. miejsce
- 2007/08 – IV liga 2007/2008, grupa: wielkopolska (południe) – 11. miejsce
- reorganizacja rozgrywek
- 2008/09 – IV liga 2008/2009, grupa: wielkopolska (południe) – 2. miejsce
- 2009/10 – IV liga 2009/2010, grupa: wielkopolska (południe) – 4. miejsce
- 2010/11 – IV liga 2010/2011, grupa: wielkopolska (południe) – 1. miejsce  
- 2011/12 – III liga 2011/2012, grupa: kujawsko–pomorsko–wielkopolska – 4. miejsce
- 2012/13 – III liga 2012/2013, grupa: kujawsko–pomorsko–wielkopolska – 2. miejsce
- 2013/14 – III liga 2013/2014, grupa: kujawsko–pomorsko–wielkopolska – 1. miejsce (przegrane baraże o awans)
- 2014/15 – III liga 2014/2015, grupa: kujawsko–pomorsko–wielkopolska – 2. miejsce
- 2015/16 – III liga 2015/2016, grupa: kujawsko–pomorsko–wielkopolska – 4. miejsce
- 2016/17 – III liga 2016/2017, grupa: II – 7. miejsce
- 2017/18 – III liga 2017/2018, grupa: II – 7. miejsce
- 2018/19 – III liga 2018/2019, grupa: II – 9. miejsce
- 2019/20 – III liga 2019/2020, grupa: II – 7. miejsce
- 2020/21 – III liga 2020/2021, grupa: II – 10. miejsce
- 2021/22 – III liga 2021/2022, grupa: II – 6. miejsce
- 2022/23 – III liga 2022/2023, grupa: II – 9. miejsce
- 2023/24 – III liga 2023/2024, grupa: II – 11. miejsce
- 2024/25 – III liga 2023/2024, grupa: II – 1. miejsce  

## Puchar Polski
Od 2010 roku drużyna Sokoła trzykrotnie występowała na szczeblu centralnym rozgrywek o Puchar Polski. W edycji 2011/12 odpadła w I rundzie, w 2013/14 w rundzie wstępnej, a w 2014/15 w I rundzie.